# Hírszerző.hu

A hírszerző címlapja (részlet)

A Hírszerző egy magyarországi internetes liberális politikai hír- és véleményportál volt 2005–2012 között.

## Története
Az internetes újságként indult portál 2005. július 4-én jelent meg először a világhálón a Capital Group Zrt. vállalkozásaként, a Political Capital (PC) politikai elemző céggel szoros együttműködésben, de önálló menedzsmenttel. A Capital Group Szabados Krisztián és Arató András (utóbbi a Dunaholding-csoport vezetője, a Klubrádió tulajdonosa) közös cége volt.
Ekkor elsősorban a magyar belpolitika elemző bemutatására szakosodott. Önmagát „független, szabadelvű internetes portál”-ként definiálta. Konkurenciájának nemcsak az online portálokat, hanem a napilapokat (pl. Népszabadság) is tekintette.
Indulásukkor a „tiszta politika” szlogent használták, mely később „sokat jelent”-re módosult. Az oldal fő törekvése az volt, hogy pártatlanul, függetlenül, tisztességesen, pontosan, hitelesen, korrekt módon tájékoztasson. További fő szempontjai a közérthetőség, az igényesség, egy-egy téma alapos körbejárása, a kritikus, ugyanakkor mértéktartó hangvétel. A Hírszerző két fő alapelve a kompetencia és a felelősség.
Az eredeti szerkesztőség 8 főt számlált; 2007 novemberében 12 főből áll (a fotóst és a marketingest is beleértve). Állandó szerzőik mellett külső munkatársakkal is dolgoznak, akik folyamatosan együttműködnek az oldallal. Indulásukkor legtöbb kollégájuknak nem volt internetes portálnál korábban szerzett tapasztalata, konkrét mintát nem követtek.
A 2007. június 1-jei főszerkesztőváltással Seres Lászlót Gavra Gábor váltotta. Ekkor a lap dizájnja is megújult és tartalmi újításokra is sort kerítettek. A mindinkább interaktív lapnak az RSS elérés is része lett. 2008 áprilisában Arató András és cégei jelképes szintre csökkentették tulajdoni hányadukat a Hírszerzőben. 2009 elejétől az oldal szerepel az egyik legdinamikusabban fejlődő miniblog oldalon, a Twitteren, ezzel is nyitva azok felé a fiatal olvasók felé, akik aktívan és tudatosan használják az internetet, valamint profilt nyitott a legnagyobb nemzetközi közösségi oldalon, a Facebookon is.
2010 májusában a HVG Online Zrt. megvásárolta, miután a Capital Group nem tudta tovább finanszírozni a megjelenését. A portál menedzselési, marketing és hirdetésszervezési tevékenységét ezután a HVG cégcsoport végezte. 2010 szeptemberében új megjelenést kapott, valamint megerősödött a publicisztikai és a tényfeltáró rovat.
2011 júliusától ismét profilt és főszerkesztőt váltott. Kiss Ádám vezetése alatt mint véleményportál működött tovább. Októberben a HVG-csoport más termékeihez hasonlóan új megjelenést kapott. Az új dizájn nagyobb képeket, nagyobb betűméretet, rögzített fejlécet és szögletes formákat használ, ugyanakkor kevesebb tartalom látszott azonnal. Az Hírszerző megjelenését a HVG 2012 júniusában megszüntette, a munkatársakat a HVG Online kiadványaihoz csoportosították át. A honlap még másfél évig elérhető maradt, aztán lekerült a világhálóról.

## Látogatottsága
Az oldal 2009 februárjában napi ~113.000 látogatót számlált egy átlagos munkanapon (ez azt jelenti, hogy ennyi különböző számítógépről kattintanak rájuk), azaz a portál bő egy év alatt megduplázta a látogatottságát (~55.000 látogató munkanapokon, ~36.000 szabadnapokon 2007 novemberében). Többségük nem közvetlenül, hanem valamilyen külső linkről jut el a portálra, csakúgy, mint a többi hasonló, kisebb oldal esetében, éppen ezért szoros a kooperáció más hírgyűjtő oldalakkal, többek között a Hírkeresővel, Hírstarttal és a Hírlista.hu-val.

## Politikához fűződő kapcsolata
A „hírszerzők” hangsúlyozták az oldal szabadelvűségét, a politikai és gazdasági szabadságjogok védelmét. Saját elveikhez akartak hűek maradni, számukra nem csupán esztétikai kérdés a politika. Önmeghatározásuk szerint „individualisták”, értékrendjükben „liberális konzervatívok”. A weboldalt korábbi tulajdonosa, a Capital Group miatt gyakorta a magyarországi politikai baloldalhoz „kötötték”.
Az oldalt szélsőjobboldali Kuruc.info portálon rendszerint szélsőséges, cionista és magyarellenes jelzőkkel illették, melyek közül az utóbbit a Hírszerző viszonozta is.

## Főszerkesztők
- Elek János: 2005 júliusa – 2005 novembere között[10]
- Seres László: 2005 novembere – 2007 júniusa között
- Gavra Gábor: 2007. június 1. – 2011. július 18.[6]
- Kiss Ádám: 2011. július 18. óta